# Сильвер, Сэнди
Сэнди Сильвер (англ. Sandy Silver; род. 15 октября 1969, Антигониш, Новая Шотландия) — канадский государственный и политический деятель. Впервые был избран в Законодательное собрание Юкона на выборах 2011 года и переизбран в 2016 году. С 2016 года — Премьер Юкона, сохранил пост по результатам выборов 2021 года. Ушёл в отставку в январе 2023 года без выборов. Представлял избирательный округ Клондайк и является лидером Либеральной партии Юкона.

## Биография
Родился в Антигониш, Новая Шотландия, с 1998 года жил в Доусоне. До избрания в Законодательное собрание работал учителем математики в средней школе Роберта Сервиса в Доусоне. Имеет степени по математике и психологии Университета Святого Франциска Ксаверия и степень бакалавра педагогических наук Университета Мэна.
Впервые избран в Законодательное собрание Юкона 11 октября 2011 года, победив действующего министра правительства Юкона Стива Нордика в избирательном округе Клондайк. Либеральная партия Юкона неудачно выступали на этих выборах, её фракция сократилась до двух мест в Законодательном собрании (Сильвер и Дариус Элиас), а её лидер Артур Митчелл проиграл.
В качестве члена Законодательного собрания Сэнди Сильвер входил в состав Постоянного комитета по государственным счетам, Постоянного комитета по назначениям в основной правительственный совет и комитеты, а также в Совет по обслуживанию членов собрания. Также входил в состав Специального комитета по защите информаторов и Специального комитета по вопросам рисков и преимуществ гидроразрыва пласта.
17 августа 2012 года стал временным лидером Либеральной партии Юкона после отставки Дариуса Элиаса, который ушёл из партии и стал независимым депутатом, а Сэнди Сильвер остался в качестве единственного представителя Либеральной партии в Законодательном собрании. Позже Дариус Элиас поменял партийную принадлежность, присоединившись к Партии Юкона. В феврале 2014 года стал бессменным лидером Либеральной партии Юкона путём аккламации.
Привёл Либеральную партию к правительству большинства на выборах 2016 года, подняв её с одного места в Законодательном собрании до 11 из 19. Также это самый сильный результат партии в сельских районах Юкона, где либералы заняли четыре из восьми мест. Сам Сэнди Сильвер получил наибольшее количество голосов и самую высокую долю поддержки, чем любой другой кандидат во время выборов. Его партия проводила кампанию за диверсификацию экономики, защиту окружающей среды и улучшение отношений с коренными народами.
Сэнди Сильвер и правительство были приведены к присяге 3 декабря 2016 года. Его кабинет из семи человек состоял из четырёх мужчин и трёх женщин. Сам он взял на себя обязанности министра финансов и министра канцелярии Исполнительного совета в дополнение к функционалу премьер-министра. В настоящее время также является членом Совета по обслуживанию членов Законодательного собрания.
Возглавил Либеральную партию на всеобщих выборах 2021 года, партия получила 8 мест и проиграла в общем голосовании Партии Юкона. Сэнди Сильвер вновь переизбран в избирательном округе Клондайк. Несмотря на то, что либералы и Партия Юкона получили одинаковое количество мандатов в Законодательном собрании, Сильверу удалось сформировать правительство меньшинства при поддержке депутатов от Новой демократической партии. В 2023 году ушёл в отставку, уступив место избранному без конкурентов партийным голосованием Ранджу Пиллаю.